# Championnat de Pologne de football 1999-2000
Le championnat de Pologne 1999-2000 a vu le Polonia Varsovie l'emporter largement sur le Wisla Cracovie.

## Classement[1]

### Meilleur buteur
- Adam Kompała (Górnik Zabrze) : 19 buts